# Hideo Murai
Hideo Murai (japanska: 村井 秀夫?, Murai Hideo), född 5 december 1958 i Suita, död (mördad) 24 april 1995 i Tokyo, var en högt uppsatt sektmedlem i Aum Shinrikyo. Murai studerade astrofysik vid Osaka universitet och arbetade därefter för Kobelco i deras forskning och utvecklingsavdelning innan han gick med i Aum Shinrikyo.

## Aktiviteter i Aum Shinrikyo
Hideo Murai gick med i domedagssekten Aum Shinrikyo 1987. Murai beskrevs som helt underkastad sektens ledare Shoko Asahara och helt hängiven till Aums lära och vann snabbt Asaharas gunst. Murai blev Aums chefsforskare och ansvarade för Aums vapentillverkning som inkluderade forskning och utveckling av massförstörelsevapen. Han hade även insyn över Aums drogtillverkning. 1994 genomfördes en omstrukturering av Aums interna ledarskap och sekten skapade en egen intern politisk struktur som liknade japanska staten eller en skuggregering. Shoko Ashara utsåg Murai till ledare över ministeriet för vetenskap och teknologi.
Förutom vapentillverkning var Murai inblandad i andra uppfinningar åt Aum. Murai uppfann bland annat PSI (Perfect Salvation Initiation)(ja) eftersom Asahara ville förena vetenskap och andlighet. PSI var en slags mössa med elektroder som bars av troende för att överföra Asaharas hjärnvågor till hans följare.
Hideo Murai var en av gärningsmännen som mördade advokaten Tsutsumi Sakamoto och hans familj 4 november 1988 på befallning av Shoko Asahara. Sekten ansåg att Tsutsumi Sakamoto var ett hot eftersom han uttryckt kritik mot Aum Shinrikyo. Murai var även inblandad i mordet på en manlig sektmedlem 1989 som försökt lämna Aum.

## Mordet

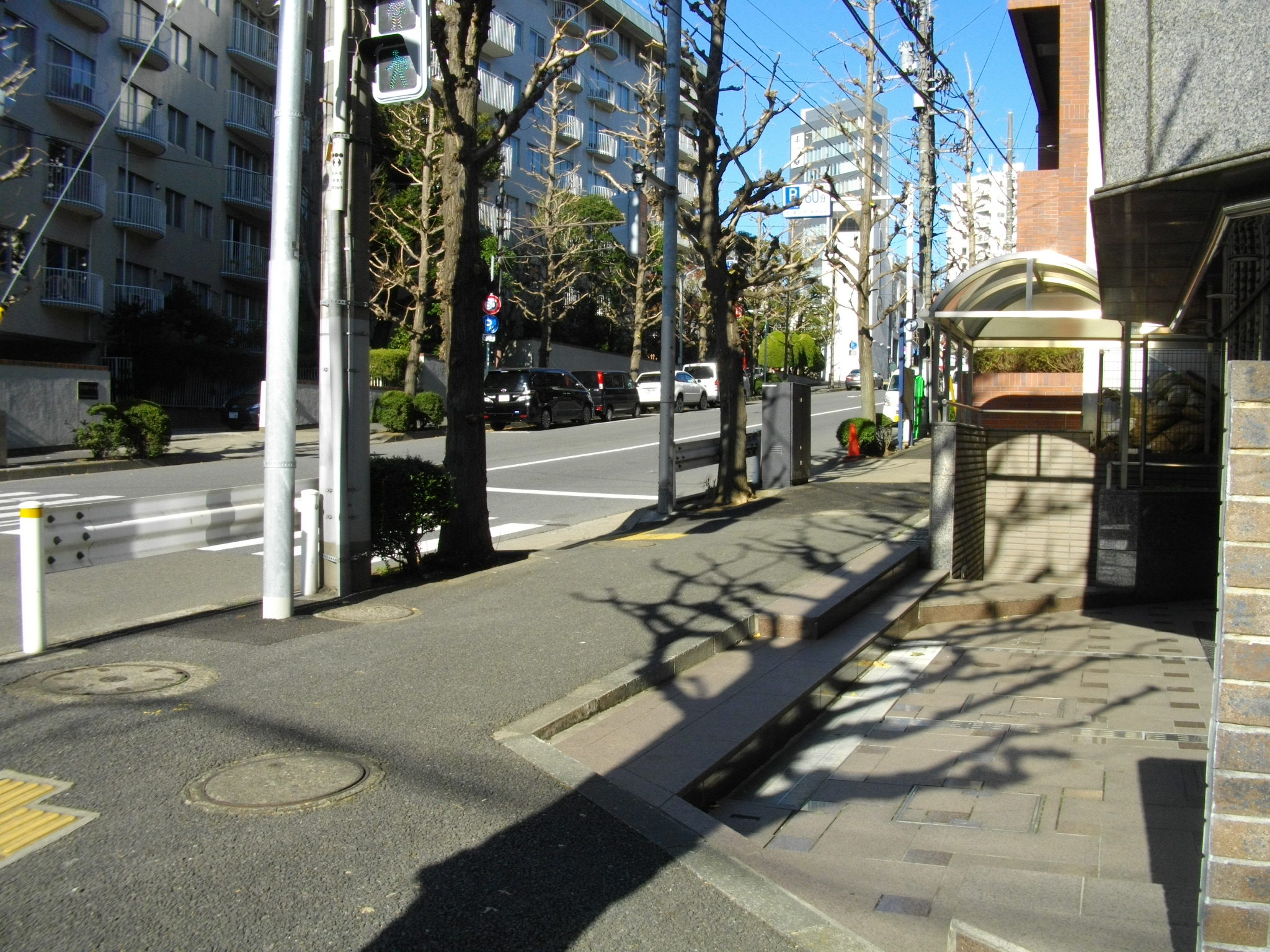
Platsen där Hideo Murai knivhöggs.

Hideo Murai knivhöggs i magen utanför Aum Shinrikyos kontor i Tokyo av Hiroyuki Jo den 23 april 1995. Händelsen bevittnades av uppskattningsvis 75 journalister varav vissa filmade eller direktsände attacken i TV. Hiroyuki Jo använde en kökskniv för att utföra attacken som han sedan slängde på marken. Därefter stannade Jo kvar på brottsplatsen i väntan på att bli arresterad av polis. Murai fördes till sjukhus där han avled efter en operation.
Jo hävdade att han var medlem i högergruppen Shinshushieikan (神洲士衛館) och mordet var en hämndaktion för saringasattacken som skett en månad tidigare. Senare ändrade Jo sin berättelse och hävdade istället att han tillhörde en gren av brottssyndikatet Yamaguchi-gumi och hade blivit beordrad av sin chef att utföra mordet. Hiroyuki Jo dömdes till 12 års fängelse för mordet. Åklagarsidan ville även att Jos chef skulle dömas till fängelse men han friades i rätten.

### Konspirationsteorier
I Japan förekommer konspirationsteorier om att Shoko Asahara beställde mordet på Hideo Murai. I presskonferenser och intervjuer efter saringasattacken hade Murai avslöjat information som var ogynnsam för Aum Shinrikyo. Bland annat hade Murai sagt att Aum hade tillgångar på 10 miljarder yen, vilket troligtvis var nära Aums faktiska tillgångar, men var mycket högre än japanska polisens uppskattningar dittills. Murai sa även att Aums kemikaliefabrik hade tillverkat kemikalier ämnade för jordbruksanvändning, när sektens tidigare ståndpunkt var att de inte ens hade en kemikaliefabrik. Teorin är att Murai mördades av sekten för att tysta honom och för att förhindra att Asahara arresterades som vid tidpunkten för mordet fortfarande var på fri fot och gömde sig från polisen. Aum skyllde senare mycket av sektens brottslighet på Murai, något som konspirationsteoretiker pekat på som bevis för att sekten låg bakom mordet.